# Basilia silvae
Basilia silvae är en tvåvingeart som först beskrevs av Juan Brèthes 1913.  Basilia silvae ingår i släktet Basilia och familjen lusflugor. Inga underarter finns listade i Catalogue of Life.